# Nucetto
Nucetto (piemontiul: Nosèj) település Olaszországban, Piemont régióban, Cuneo megyében. Lakosainak száma 387 fő (2023. január 1.). Nucetto Bagnasco, Battifollo, Ceva és Perlo községekkel határos.

## Népesség
A település lakossága az elmúlt években az alábbi módon változott:
| Lakosok száma | 420  | 413  | 387  |
|               | 2017 | 2018 | 2023 |